# Avatrombopag
L'avatrombopag est un médicament utilisé pour augmenter le taux de plaquettes dans le sang et vendu sous le nom de marque Doptelet.

## Mode d'action
Il s'agit d'un agoniste du récepteur de la thrombopoïétine, qui augmente la production de plaquettes.

## Usage médical
l'avatrombopag est un médicament utilisé pour traiter les faibles taux de plaquettes dans les maladies chroniques du foie lorsqu'une procédure médicale invasive est nécessaire,. Le médicament est pris par voie orale.

## Effets secondaires
Les effets secondaires de ce médicament comprennent la fièvre, les douleurs abdominales, les nausées, les maux de tête, la fatigue ou le gonflement périphérique. D’autres effets secondaires peuvent inclure des caillots sanguins. L'utilisation pendant la grossesse peut nuire au bébé. La sécurité pendant la grossesse ou l’allaitement de ce médicament n’est pas claire.

## Histoire
Le médicament a été approuvé pour un usage médical aux États-Unis en 2018 et en Europe en 2019,. Au Royaume-Uni, un traitement coûte au NHS entre 640 et 960 livres sterling en 2020. Aux États-Unis, ce montant est compris entre 3 650 et 5 500 dollars américains.